# Джентльмени, удачі! (фільм, 2012)
«Джентльмени, удачі!» (рос. Джентльмены, удачи!) — російська кінокомедія, знята Олександром Барановим і Дмитром Кисельовим, кінокомпанією Bazelevs Distribution, ремейк фільму 1971.

## Зміст
Герой фільму, легковажний аніматор дитячого центру Льоша Трьошкін, візуально схожий на відомого рецидивіста і вбивцю на прізвисько «Смайлик». Злочинець має звичку посміхатися, коли вбиває.
«Смайлик» викрав з музею в Санкт-Петербурзі «Обладунок золотого воїна» — дорогоцінну реліквію Казахстану. Спираючись на фізіономічну схожість, лейтенант поліції Ірина Славіна затримує Трьошкіна, але, розібравшись у помилці, не звільняє, а змушує Трьошкіна допомогти слідству повернути реліквію і затримати злочинця.
Льоші доведеться під виглядом Смайлика відправитися до Єгипту, де сидять його подільники — запеклий Шатун і молодий злодій Муха. Трьошкін погоджується.

## Ролі

### У головних ролях
| Актор           | Роль                                                                      |
| --------------- | ------------------------------------------------------------------------- |
| Сергій Безруков | Леша Трешкін, аніматор дитячого центру/Семен Ізмайлов («Смайлик»), бандит |
| Гоша Куценко    | Ігор Шатунов («Шатун»)                                                    |
| Антон Богданов  | Антон Мухін («Муха»)                                                      |
| Марина Петренко | Ірина Славіна, лейтенант поліції                                          |
| Дато Бахтадзе   | Джафар                                                                    |

### У ролях
| Актор                  | Роль                            |
| ---------------------- | ------------------------------- |
| Валентин Смирнитський  | генерал правоохоронних органів  |
| Толепберген Байсакалов | Касимбетов, професор археології |
| Ольга Мединич          | Аліна                           |
| Іван Івашкін           | Хот дог                         |
| Костянтин Мурзенко     | Клешня                          |
| Гоша Баранов           | Федя                            |

### В епізодах
| Актор                      | Роль                        |
| -------------------------- | --------------------------- |
| Йолка                      | камео, зірка на корпоративі |
| Максим Лагашкін            | адміністратор ТЦ            |
| Євгенія Любимова-Ананічева | мама Феді                   |
| Кирило Жандаров            | тато Феді                   |
| Михайло Сідаш              | Охоронець музею             |
| Володимир Атісков          | Охоронець музею             |

## Створення фільму
Незважаючи на те, що події фільму розгортаються взимку, він знімався в Санкт-Петербурге влітку. Сцени, дії яких за сюжетом відбуваються в Єгипті, знімалися в Ізраїлі через нестабільну ситуацію в Єгипті.

## Критика
"Звичайно, це нормальний комерційний спосіб скористатися добре змазаним паровозом, який стоїть на запасному шляху, щоб дати старт сьогоднішнього сюжету, — треба ж якось відбивати 270 млн рублів бюджету. Але доводиться визнати, що старий паровоз як і раніше їздить краще <…> Якщо щось і запам'ятовується в нових «Джентльменах», так це картинки — як втікачі намагаються заробити на пляжі в зовнішності персонажів «Аватара», «Шрека» і "Піратів Карибського моря «або коли вони переходять кордон під виглядом гарему. З чуток, деякі з них придумані від відчаю самим Безруковим, якому тепер жити з цими ролями у фільмографії»
"Оновлених "Джентльменів"в кличному відмінку режисерували Олександр Баранов і Дмитро Кисельов, які вже працювали над бекмамбетівському першими і другими «Ялинками» (а можливо, попрацюють і над третіми), але на відміну від «ялинової» франшизи, що використовує оригінальну драматургічну ідею, осучаснені «Джентльмени» представляють характерний приклад кінематографічного «рециклінгу навпаки» — коли при переробці старого, але цілісного і кондиційного продукту на виході виходить не щось якісно нове і більш відповідне мінливих глядацьким потребам, а скоріше акуратна купка утильсировини, в якої потрібно поритися, щоб знайти щось стосовно придатне до вживання"
«Знятий з холодним серцем і живим мозком ремейк „Джентльменів“ пригнічує, втім, навіть не своїм роботизованим, гранично розумовим і раціональним „гумором“. Колись жива народна комедія автоматично перелицьовуйте (співачка Йолка замість Лариси Мондрус, Єгипет замість втраченої Середньої Азії, фарбована жалкостью замість педагога з бойовими орденами), пред'являючи всі напасті сучасного російського кіно: мертвонароджені сценарії, відсутність зірок і вічний міскаст. Бог з ним, з Гошею Куценко, який відчайдушно намагається згорбився до габаритів Віцина. Але от Сергій Безруков — чим він гірший Леонова, крім те що не товстий і не смішний? Тим, що він Протей, людина без властивостей, актор-універсал, з однаковою готовністю граючий і бандитів, і поетів, і Христа. Кому цікаво дивитися, як він знову перетворюється на Сашу Бєлого і ботает по вигаданій фені?»

## Знімальна група
- Автори сценарію: Олександр Баранов, Михайло Зубко, Володимир Нагорний, Слава Се
- Режисери-постановники: Олександр Баранов, Дмитро Кисельов
- Композитор: Юрій Потєєнко
- Авторські пісні:
  - Женя Любич (пісні «Метелиця» і «Gentlemen of Fortune»)
  - Вася Обломов (головна музична тема і кілька пісень)
  - Ялинка
- Оператор-постановник: Рамунас Грейчюс
- Художник-постановник: Олена Жукова
- Художники по костюмах: Катерина Химичева
- Продюсери: Тимур Бекмамбетов, Іва Стромілова, Михайло Зубко